# Constante de Copeland-Erdős
La constante de Copeland-Erdős es una constante formada por la concatenación de "0," y la sucesión ordenada de los números primos en base 10. Su valor es aproximadamente
0,235711131719232931374143… (sucesión A33308 en OEIS).
Esta constante es irracional. Por el Teorema de Dirichlet sobre primos en progresiones aritméticas, para cada m existen números primos de la forma
{\displaystyle k10^{m+1}+1.}
De esto se deduce que existen números primos cuya expresión decimal contiene al menos m ceros seguidos de un uno. Por tanto, la expresión decimal de la constante de Copeland-Erdős contiene secuencias arbitrariamente largas de ceros seguidos de un uno, y por tanto no puede terminar nunca y tampoco puede ser periódica. La conclusión es que la constante es irracional (Hardy y Wright, pág. 113).
Por un argumento similar, cualquier constante creada por la concatenación de "0," y todos los primos de una progresión aritmética {\displaystyle d\cdot n+a}, donde a es coprimo con d y 10, es irracional. Por ejemplo, la concatenación de los números primos de la forma {\displaystyle 4n+1} o {\displaystyle 8n-1}. Por el teorema de Dirichlet, la progresión aritmética {\displaystyle d\cdot n\cdot 10^{m}+a} contiene primos para todo m, y esos primos también están en {\displaystyle d\cdot n+a}, así que la concatenación de primos contiene secuencias arbitrariamente largas de ceros.
En base 10 la constante es un número normal, un hecho demostrado por Arthur Herbert Copeland y Paul Erdős en 1946 (de ahí el nombre de la constante).
La constante viene dada por esta fórmula:
{\displaystyle \displaystyle \sum _{n=1}^{\infty }p(n)10^{-\left(n+\sum _{k=1}^{n}\lfloor \log _{10}{p(k)}\rfloor \right)}}
donde p(n) es el n-ésimo número primo.
Su expresión en fracción continua es [0; 4, 4, 8, 16, 18, 5, 1, …] (A30168).